# Shuko Aoyama
Shuko Aoyama (Japans: 青山 修子, Aoyama Shūko) (Osaka, 19 december 1987) is een tennisspeelster uit Japan. Zij begon op negenjarige leeftijd met tennis. Haar favoriete ondergrond is gras. Zij is rechtshandig en speelt met zowel een tweehandige backhand als een tweehandige forehand. Zij is actief in het proftennis sinds 2008.

## Loopbaan
Aoyama behaalde in het dubbelspel betere resultaten dan in het enkelspel.
In 2009 won Aoyama haar eerste ITF-titel in Kōfu (Japan) in het dubbelspel, samen met landgenote Akari Inoue.
In 2012 won zij haar eerste WTA-titel, op het dubbelspeltoernooi van Washington, samen met de Taiwanese Chang Kai-chen.
In 2013 bereikte zij op Wimbledon in het dubbelspel de halve finale, samen met de Zuid-Afrikaanse Chanelle Scheepers.
Ook in 2021 bereikte Aoyama de halve finale op het dubbelspeltoernooi van Wimbledon, met haar (sinds september 2019 vaste) partner Ena Shibahara. Daarmee kwamen de dames ex aequo binnen in de top tien van de wereldranglijst in het dubbelspel.
Op het Australian Open 2022 bereikten zij andermaal een halve finale. Vanaf maart, op het WTA-toernooi van Miami speelde Aoyama met de Taiwanese Chan Hao-ching; in oktober met Eri Hozumi.
Sinds november 2022 terug met Shibahara, bereikte Aoyama op het Australian Open 2023 de finale.
Tot op heden(november 2024) won Aoyama in het dubbelspel twintig WTA-titels, waarvan tien met Shibahara, plus dertig ITF-titels.
Sinds 2013 maakt Aoyama deel uit van het Japanse Fed Cup-team – zij deed alleen nog aan het dubbelspel mee, en vergaarde daarin een winst/verlies-balans van 24–5.

## Posities op deWTA-ranglijst
Positie per einde seizoen:
| jaar | rang enkelspel | rang dubbelspel |
| ---- | -------------- | --------------- |
| 2008 | 943            | –               |
| 2009 | 457            | 258             |
| 2010 | 346            | 178             |
| 2011 | 388            | 90              |
| 2012 | 263            | 34              |
| 2013 | 263            | 34              |
| 2014 | 225            | 70              |
| 2015 | 225            | 70              |
| 2016 | 218            | 50              |
| 2017 | 387            | 29              |
| 2018 | 520            | 42              |
| 2019 | 749            | 26              |
| 2020 | 923            | 22              |
| 2021 | –              | 5               |
| 2022 | –              | 23              |
| 2023 | –              | 12              |

## Resultaten grandslamtoernooien
| Legenda | Legenda                          |
| ------- | -------------------------------- |
| g.t.    | geen toernooi gehouden           |
| l.c.    | lagere categorie                 |
| –       | niet deelgenomen                 |
| G       | uitgeschakeld in de groepsfase   |
| 1R      | uitgeschakeld in de eerste ronde |
| 2R      | uitgeschakeld in de tweede ronde |
| 3R      | uitgeschakeld in de derde ronde  |
| 4R      | uitgeschakeld in de vierde ronde |
| KF      | uitgeschakeld in de kwartfinale  |
| HF      | uitgeschakeld in de halve finale |
| F       | de finale verloren               |
| W       | het toernooi gewonnen            |
| w-v     | winst/verlies-balans             |

### Enkelspel
geen deelname

### Vrouwendubbelspel
| toernooi        | 2011 |    | 2013 | 2014 | 2015 | 2016 | 2017 | 2018 | 2019 | 2020 | 2021 | 2022 | 2023 | 2024 |
| --------------- | ---- | -- | ---- | ---- | ---- | ---- | ---- | ---- | ---- | ---- | ---- | ---- | ---- | ---- |
| Australian Open | –    | 2R | 1R   | 1R   | 1R   | 1R   | 3R   | 2R   | 3R   | KF   | HF   | F    | 2R   |      |
| Roland Garros   | –    | 1R | 2R   | 1R   | –    | 1R   | 1R   | 1R   | KF   | 2R   | 1R   | 2R   | 1R   |      |
| Wimbledon       | 1R   | HF | 3R   | 1R   | 2R   | 2R   | 2R   | 2R   | g.t. | HF   | KF   | 1R   | 1R   |      |
| US Open         | 1R   | 1R | 1R   | 1R   | 1R   | 3R   | 2R   | 2R   | 2R   | 3R   | 3R   | 1R   | 1R   |      |

### Gemengd dubbelspel
| Australian Open | –  | –  | –  | –  | –  |
| Roland Garros   | –  | 1R | 1R | 1R | 1R |
| Wimbledon       | 1R | 1R | 2R | –  | –  |
| US Open         | –  | –  | –  | –  | –  |

## Palmares
| Legenda                 |
| ----------------------- |
| Grandslamtoernooi       |
| Olympische Spelen       |
| Year-End Championships  |
| Premier Mandatory       |
| Premier Five / WTA 1000 |
| Premier / WTA 500       |
| International / WTA 250 |
| Challenger / WTA 125    |

### WTA-finaleplaatsen enkelspel
geen

### WTA-finaleplaatsen vrouwendubbelspel
| nr.              | finale     | toernooi            | ondergrond    | partner             | tegenstandsters                        | score             |         |
| ---------------- | ---------- | ------------------- | ------------- | ------------------- | -------------------------------------- | ----------------- | ------- |
| gewonnen finales |            |                     |               |                     |                                        |                   |         |
| 01.              | 2012-08-03 | WTA Washington      | hardcourt     | Chang Kai-chen      | Irina Falconi Chanelle Scheepers       | 7-5, 6-2          | details |
| 02.              | 2013-03-03 | WTA Kuala Lumpur    | hardcourt     | Chang Kai-chen      | Janette Husárová Zhang Shuai           | 6-7, 7-6, [14-12] | details |
| 03.              | 2013-08-04 | WTA Washington      | hardcourt     | Vera Doesjevina     | Eugenie Bouchard Taylor Townsend       | 6-3, 6-3          | details |
| 04.              | 2014-08-03 | WTA Washington      | hardcourt     | Gabriela Dabrowski  | Hiroko Kuwata Kurumi Nara              | 6-1, 6-2          | details |
| 05.              | 2014-10-12 | WTA Japan (Osaka)   | hardcourt     | Renata Voráčová     | Lara Arruabarrena Tatjana Maria        | 6-1, 6-2          | details |
| 06.              | 2016-09-17 | WTA Japan (Tokio)   | hardcourt     | Makoto Ninomiya     | Jocelyn Rae Anna Smith                 | 6-3, 6-3          | details |
| 07.              | 2017-08-05 | WTA Washington      | hardcourt     | Renata Voráčová     | Eugenie Bouchard Sloane Stephens       | 6-3, 6-2          | details |
| 08.              | 2017-09-16 | WTA Japan (Tokio)   | hardcourt     | Yang Zhaoxuan       | Monique Adamczak Storm Sanders         | 6-0, 2-6, [10-5]  | details |
| 09.              | 2019-06-16 | WTA Rosmalen        | gras          | Aleksandra Krunić   | Lesley Kerkhove Bibiane Schoofs        | 7-5, 6-3          | details |
| 10.              | 2019-10-13 | WTA Tianjin         | hardcourt     | Ena Shibahara       | Nao Hibino Miyu Kato                   | 6-3, 7-5          | details |
| 11.              | 2019-10-20 | WTA Moskou          | hardcourt (i) | Ena Shibahara       | Kirsten Flipkens Bethanie Mattek-Sands | 6-2, 6-1          | details |
| 12.              | 2020-02-16 | WTA Sint-Petersburg | hardcourt (i) | Ena Shibahara       | Kaitlyn Christian Alexa Guarachi       | 4-6, 6-0, [10-3]  | details |
| 13.              | 2021-01-13 | WTA Abu Dhabi       | hardcourt     | Ena Shibahara       | Hayley Carter Luisa Stefani            | 7-6, 6-4          | details |
| 14.              | 2021-02-07 | WTA Melbourne       | hardcourt     | Ena Shibahara       | Anna Kalinskaja Viktória Kužmová       | 6-3, 6-4          | details |
| 15.              | 2021-04-04 | WTA Miami           | hardcourt     | Ena Shibahara       | Hayley Carter Luisa Stefani            | 6-2, 7-5          | details |
| 16.              | 2021-06-26 | WTA Eastbourne      | gras          | Ena Shibahara       | Nicole Melichar Demi Schuurs           | 6-1, 6-4          | details |
| 17.              | 2021-08-28 | WTA Cleveland       | hardcourt     | Ena Shibahara       | Christina McHale Sania Mirza           | 7-5, 6-3          | details |
| 18.              | 2023-06-17 | WTA Rosmalen        | gras          | Ena Shibahara       | Viktória Kužmová Tereza Mihalíková     | 6-3, 6-3          | details |
| 19.              | 2023-08-13 | WTA Montréal        | hardcourt     | Ena Shibahara       | Desirae Krawczyk Demi Schuurs          | 6-4, 4-6, [13-11] | details |
| 20.              | 2024-10-27 | WTA Tokio           | hardcourt     | Eri Hozumi          | Ena Shibahara Laura Siegemund          | 6-4, 7-6          | details |
| verloren finales |            |                     |               |                     |                                        |                   |         |
| 01.              | 2010-10-17 | WTA Japan (Osaka)   | hardcourt     | Rika Fujiwara       | Chang Kai-chen Lilia Osterloh          | 0-6, 3-6          | details |
| 02.              | 2015-01-10 | WTA Auckland        | hardcourt     | Renata Voráčová     | Sara Errani Roberta Vinci              | 2-6, 1-6          | details |
| 03.              | 2015-02-15 | WTA Pattaya         | hardcourt     | Tamarine Tanasugarn | Chan Hao-ching Chan Yung-jan           | 6-2, 4-6, [3-10]  | details |
| 04.              | 2016-05-21 | WTA Neurenberg      | gravel        | Renata Voráčová     | Kiki Bertens Johanna Larsson           | 3-6, 4-6          | details |
| 05.              | 2016-07-24 | WTA Washington      | hardcourt     | Risa Ozaki          | Monica Niculescu Yanina Wickmayer      | 4-6, 3-6          | details |
| 06.              | 2016-08-07 | WTA Nanchang        | hardcourt     | Makoto Ninomiya     | Liang Chen Lu Jingjing                 | 6-3, 6-7, [11-13] | details |
| 07.              | 2017-09-30 | WTA Wuhan           | hardcourt     | Yang Zhaoxuan       | Chan Yung-jan Martina Hingis           | 6-7, 6-3, [4-10]  | details |
| 08.              | 2018-10-14 | WTA Hongkong        | hardcourt     | Lidzija Marozava    | Samantha Stosur Zhang Shuai            | 4-6, 4-6          | details |
| 09.              | 2018-11-04 | Elite Trophy        | hardcourt (i) | Lidzija Marozava    | Ljoedmyla Kitsjenok Nadija Kitsjenok   | 4-6, 6-3, [7-10]  | details |
| 10.              | 2019-08-04 | WTA San Jose        | hardcourt     | Ena Shibahara       | Nicole Melichar Květa Peschke          | 4-6, 4-6          | details |
| 11.              | 2022-08-07 | WTA San Jose        | hardcourt     | Chan Hao-ching      | Xu Yifan Yang Zhaoxuan                 | 5-7, 0-6          | details |
| 12.              | 2023-01-29 | Australian Open     | hardcourt     | Ena Shibahara       | Barbora Krejčíková Kateřina Siniaková  | 4-6, 3-6          | details |
| 13.              | 2023-02-12 | WTA Abu Dhabi       | hardcourt     | Chan Hao-ching      | Luisa Stefani Zhang Shuai              | 6-3, 2-6, [8-10]  | details |
| 14.              | 2023-10-15 | WTA Zhengzhou       | hardcourt     | Ena Shibahara       | Gabriela Dabrowski Erin Routliffe      | 2-6, 4-6          | details |
| 15.              | 2024-08-24 | WTA Cleveland       | hardcourt     | Eri Hozumi          | Cristina Bucșa Xu Yifan                | 6-3, 3-6, [6-10]  | details |
| 16.              | 2024-11-03 | WTA Hongkong        | hardcourt     | Eri Hozumi          | Ulrikke Eikeri Makoto Ninomiya         | 4-6, 6-4, [9-11]  | details |